# Schronisko młodzieżowe im. Pawła Beneke
Schronisko młodzieżowe im. Pawła Beneke (niem. Paul Beneke Jugendherberge) – dawne schronisko młodzieżowe w Gdańsku na Biskupiej Górce. Nazwane imieniem Pawła Beneke, XV-wiecznego gdańskiego żeglarza i kapra, powstało na potrzeby Hitlerjugend w latach 1938-1940. Obecnie znajduje się w nim Laboratorium Kryminalistyczne Komendy Wojewódzkiej Policji.

## Historia

### Przed 1945
Projekt schroniska został wybrany w konkursie architektonicznym. Zwyciężyła praca Hansa Riecherta. 26 lipca 1938 gauleiter Albert Forster własnoręcznie wmurował kamień węgielny pod budowę schroniska. Kamień ten wcześniej zabrano z posesji parafii Chrystusa Króla, gdzie ks. Franciszek Rogaczewski planował wykorzystanie go przy budowie nowego, większego kościoła. Początkowo planowano otwarcie schroniska późną wiosną 1939, jednak ze względu m.in. na problemy z umocnieniem gruntu, czas budowy wydłużał się. 21 marca 1939 uroczyście świętowano zawieszenie wiechy. Uroczystości przewodził wiceprezydent Senatu oberführer Wilhelm Huth. Przybył na nią główny przywódca Niemieckiego Związku Schronisk Młodzieżowych obergebietsführer Johannes Rodatz, Albert Forster był nieobecny z powodu choroby. Mimo dalszych opóźnień planowano zakończenie prac w lipcu. Pod koniec maja budynek był w stanie surowym, przez całe lato trwały prace wykończeniowe. Wybuch wojny spowodował kolejne opóźnienia. Schronisko otwarto dopiero w pierwszych miesiącach 1940. Było to największe schronisko w Niemczech, mogło pomieścić jednocześnie około 500 gości. 26 lipca 1940 uruchomiono carillon na wieży. 6 maja 1941 obiekt zwiedzany był przez Adolfa Hitlera.
W marcu 1945 w czasie walk o Gdańsk wieża służyła jako punkt kierowania ogniem niemieckich okrętów kotwiczących na Zatoce Gdańskiej, a po zajęciu kompleksu przez Armię Czerwoną, z tarasu widokowego gen. Paweł Batow dowodził 65 Armią II Frontu Białoruskiego.

### Po 1945
Po wojnie w budynku funkcjonował dom studencki. 1 września 1951 budynek przejął Ośrodek Szkolenia Ministerstwa Bezpieczeństwa Publicznego, a w 1957 Komenda Wojewódzka Milicji Obywatelskiej z przeznaczeniem na koszary, a następnie na kilka wydziałów KW MO i bursę dla milicjantów. 18 października 1957 utworzono Wojewódzkie Laboratorium Kryminalistyczne w Komendzie Wojewódzkiej MO, które początkowo zajmowało tylko lewe skrzydło budynku.
30 marca 1977 na tarasie widokowym odsłonięto tablicę poświęconą generałowi Pawłowi Batowowi, którą usunięto na początku 2018 w ramach dekomunizacji.
10 lipca 2017 uruchomiono ponownie zegar na wieży, którego rekonstrukcję sfinansowano z publicznej zbiórki w ramach akcji "Prezent dla Gdańska".

## Architektura

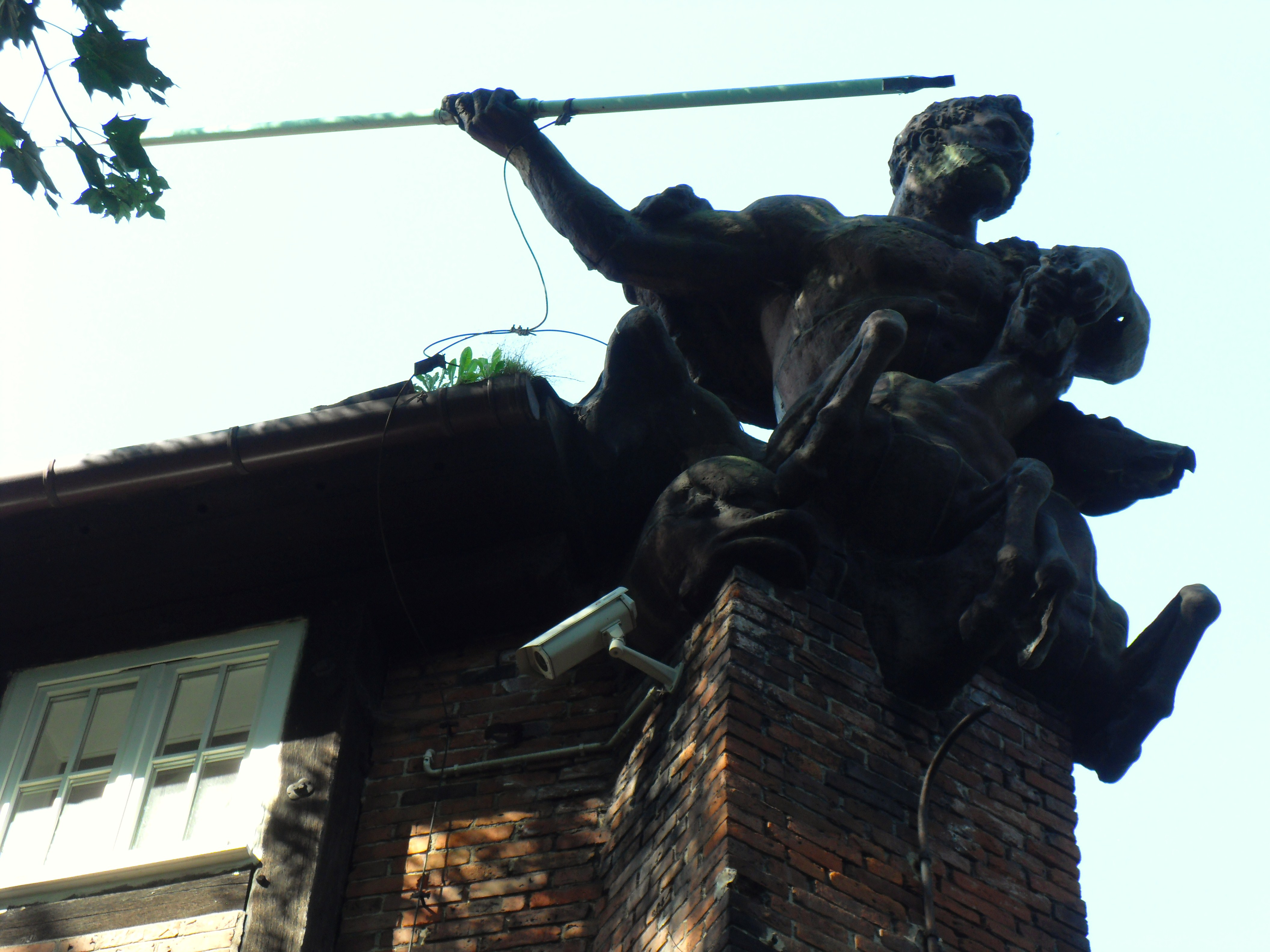
Figura Neptuna

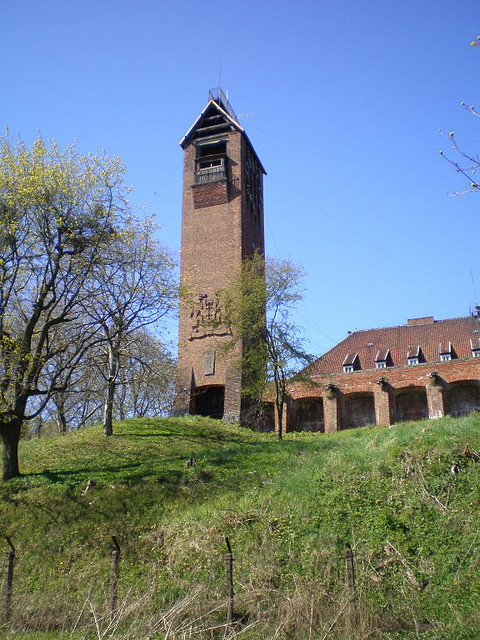
Wieża widokowa z zegarem i herbem Gdańska

Budynek posiada trzy dwukondygnacyjne skrzydła przykryte dwuspadowymi dachami, które otaczają dziedziniec zamknięty od zachodniej strony niskim, jednokondygnacyjnym budynkiem portierni. Główny portal zbudowany jest z trzech masywnych, granitowych głazów. W północnej części znajduje się wykusz zbudowany w konstrukcji szkieletowej. Cegły w przestrzeniach między belkami ułożone są w sylwetki orłów, znaki swastyki i herby Gdańska. Na belkach wycięto pozłacany cytat z przemówienia Adolfa Hitlera. W północno-wschodnim narożniku budynku na wysokości okapu znajduje się granitowa figura Neptuna. Od strony wschodniej do budynku przylega taras widokowy na planie trapezu z półkolistą wnęką w północnej części. W jego murze oporowym znajduje się 13 granitowych rzygaczy. 
W południowo-wschodnim narożniku tarasu znajduje się wieża z punktem widokowym na szczycie i znajdującym się po północnej stronie niewielkim balkonem, z którego można było wygłaszać przemowy do zgromadzonych na tarasie słuchaczy. Wschodnia ściana wieży ozdobiona jest herbem gdańska z wysuniętych z lica muru cegieł. Cyfry na tarczy zegara wykonane były z miedzi, a wskazówki pozłacane. O określonych godzinach na zewnętrznych szynach ukazywały się modele dowodzonej przez Pawła Beneke karaweli "Peter von Danczk" i florenckiego galeonu. Z karaweli oddawano strzał, po którym żagle i bandera na wrogim okręcie opuszczały się. Inscenizacji bitwy morskiej z 1473 towarzyszyła wygrywana na carillonie melodia.
Kompleks nie jest dostępny dla zwiedzających. Trwają starania by udostępnić wieżę widokową dla turystów.